# Schizocapnodium kalakadense
Schizocapnodium kalakadense är en svampart som beskrevs av Subram. & Sekar 1993. Schizocapnodium kalakadense ingår i släktet Schizocapnodium och familjen Nitschkiaceae.   Inga underarter finns listade i Catalogue of Life.